# Прангишвили, Александр Северьянович
Александр Северьянович Прангишвили — советский учёный, государственный и политический деятель, доктор педагогических наук, профессор, академик Академии наук Грузинской ССР.

## Биография
Родился в 1907 году в Самтредиа. Член КПСС с 1940 года.
С 1929 года — на хозяйственной, общественной и политической работе. В 1929—1984 гг. — преподаватель психологии и педагогики в Телавском педагогическом техникуме, заведующий отделом народным образования Кахетинского района, доцент психологии и педагогики Кутаисского пединститута, доцент Тбилисского научно-исследовательского института педагогики при Наркомпросе, ученый секретарь, заместитель директора, директор Института психологии Академии наук Грузинской ССР, вице-президент Академии наук Грузинской ССР.
Избирался депутатом Верховного Совета Грузинской ССР 10-го созыва.
Умер в Тбилиси в 1991 году.